# Хачинсон Ајланд Саут (Флорида)
Хачинсон Ајланд Саут (енгл. Hutchinson Island South) насељено је место без административног статуса у америчкој савезној држави Флорида.

## Демографија
По попису из 2010. године број становника је 5.201, што је 355 (7,3%) становника више него 2000. године.
| Група             | 2000.         | 2010.         |
| Белци             | 4.753 (98,1%) | 5.026 (96,6%) |
| Афроамериканци    | 7 (0,1%)      | 8 (0,2%)      |
| Азијати           | 11 (0,2%)     | 31 (0,6%)     |
| Хиспаноамериканци | 43 (0,9%)     | 115 (2,2%)    |
| Укупно            | 4.846         | 5.201         |